# KV8
Ngôi mộ KV8 nằm trong Thung lũng của các vị Vua, được sử dụng cho việc chôn cất vị Pharaon Merenptah của Ai Cập Cổ đại, trong Vương triều 19.
Phòng chôn cất nằm ở cuối mộ, cuối hành lang dài 160 mét, có chứa một bộ bốn cỗ quan tài bằng đá hoa cương.

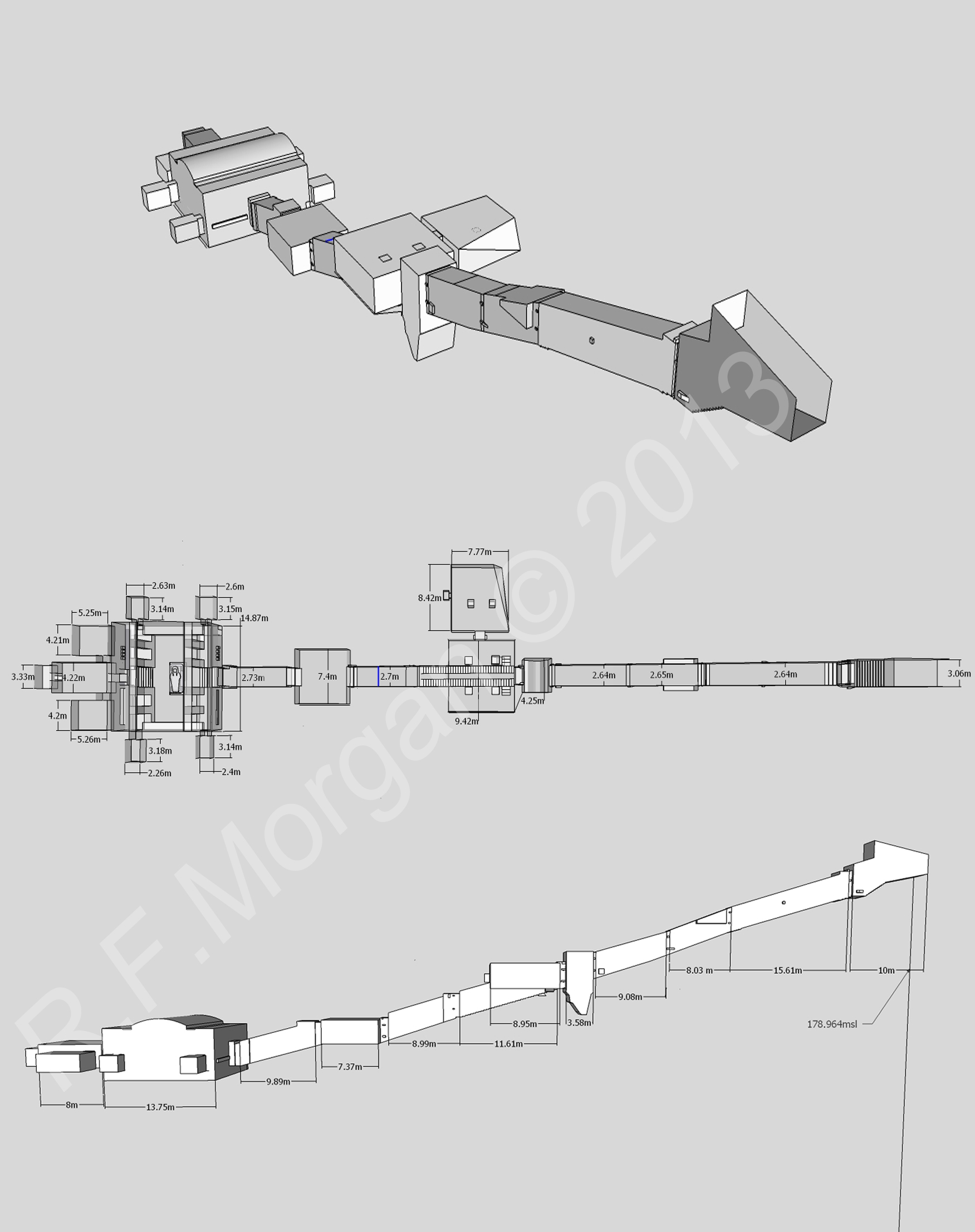
Hình ảnh của KV8 lấy từ một mô hình 3D

## Bản đồ vị trí các ngôi mộ
|  | Chủ đề Ai Cập cổ đại |